# (29962) 1999 JA100
A (29962) 1999 JA100 a Naprendszer kisbolygóövében található aszteroida. A LINEAR projekt keretében fedezték fel 1999. május 12-én.